# Закалюжний Мирослав Миколайович
Мирослав Миколайович Закалюжний (10 грудня 1940, с. Черепин, Україна — 24 вересня 2020, м. Тернопіль, там само) — український вчений у галузі класичної філології. Кандидат педагогічних наук (1987), професор (2000).

## Життєпис
Мирослав Закалюжний народився 10 грудня 1940 року в селі Черепин Пустомитівського району Львівської области України
Закінчив факультет іноземних мов Львівського університету (1967, нині національний). Працював у Тернопільському медичному інституті (нині ТНМУ): викладачем, старшим викладачем, доцентом, завідувачем кафедри іноземних мов (1995—2000), професором (2000—2020) цієї ж кафедри.
Помер 24 вересня 2020 року у Тернополі. Похований у родинному селі.

### Наукова діяльність
Наукові зацікавлення: історія української педагогічної думки, методика викладання латинської мови у вищих медичних закладах. Автор і спів¬автор 24 наукових і навчально-методичних праць, у тому числі «Посібника з анатомічної і клінічної термінології» (1993, співавтор), підручника для студентів медичних навчальних закладів «Латинська мова» (Тернопіль, 1995; Київ, 2003).